# Pericyma cilipes
Pericyma cilipes är en fjärilsart som beskrevs av Walker 1857. Pericyma cilipes ingår i släktet Pericyma och familjen nattflyn. Inga underarter finns listade i Catalogue of Life.